# Ata (Scheuermittel)

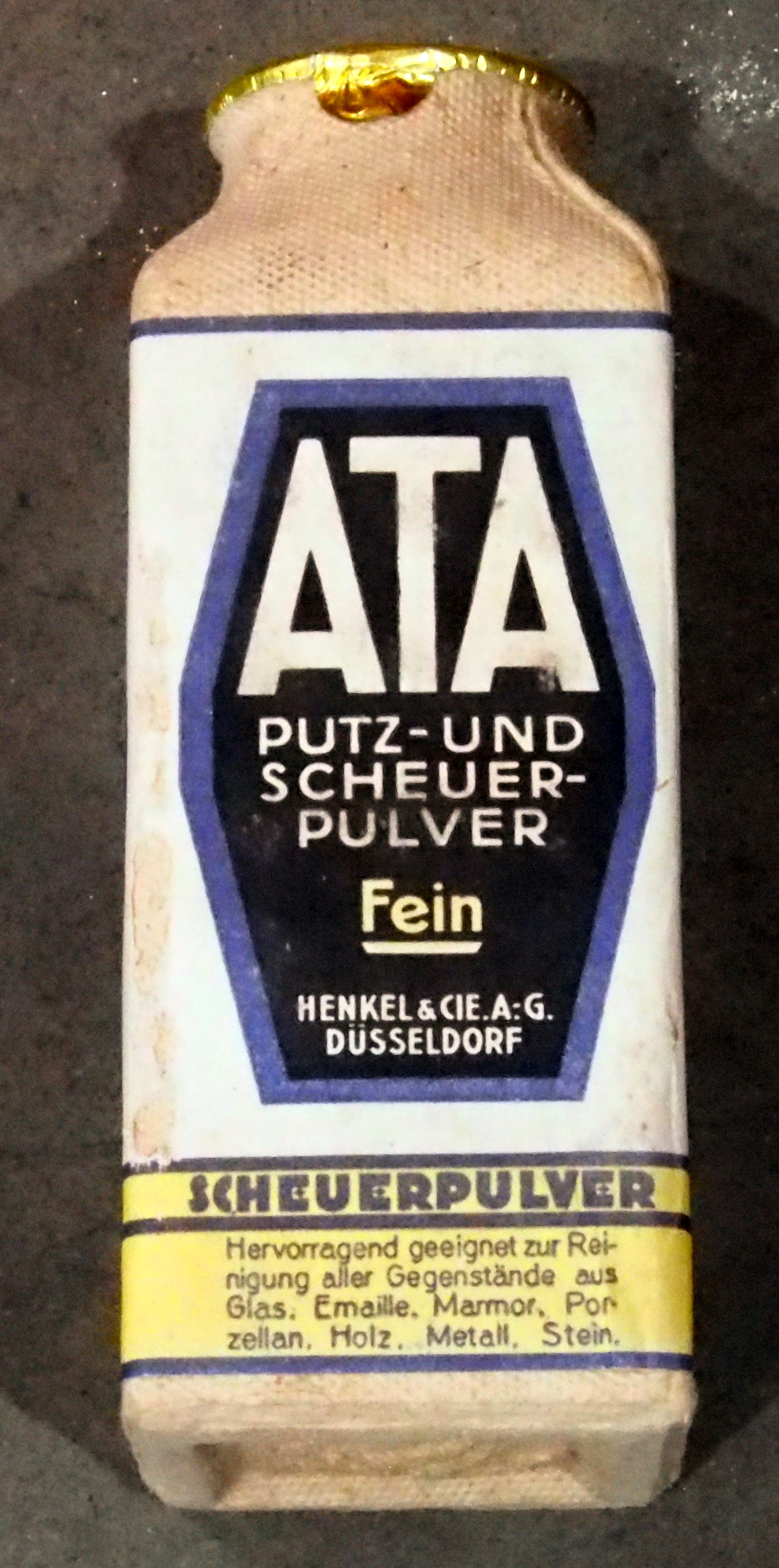
ATA Scheuerpulver

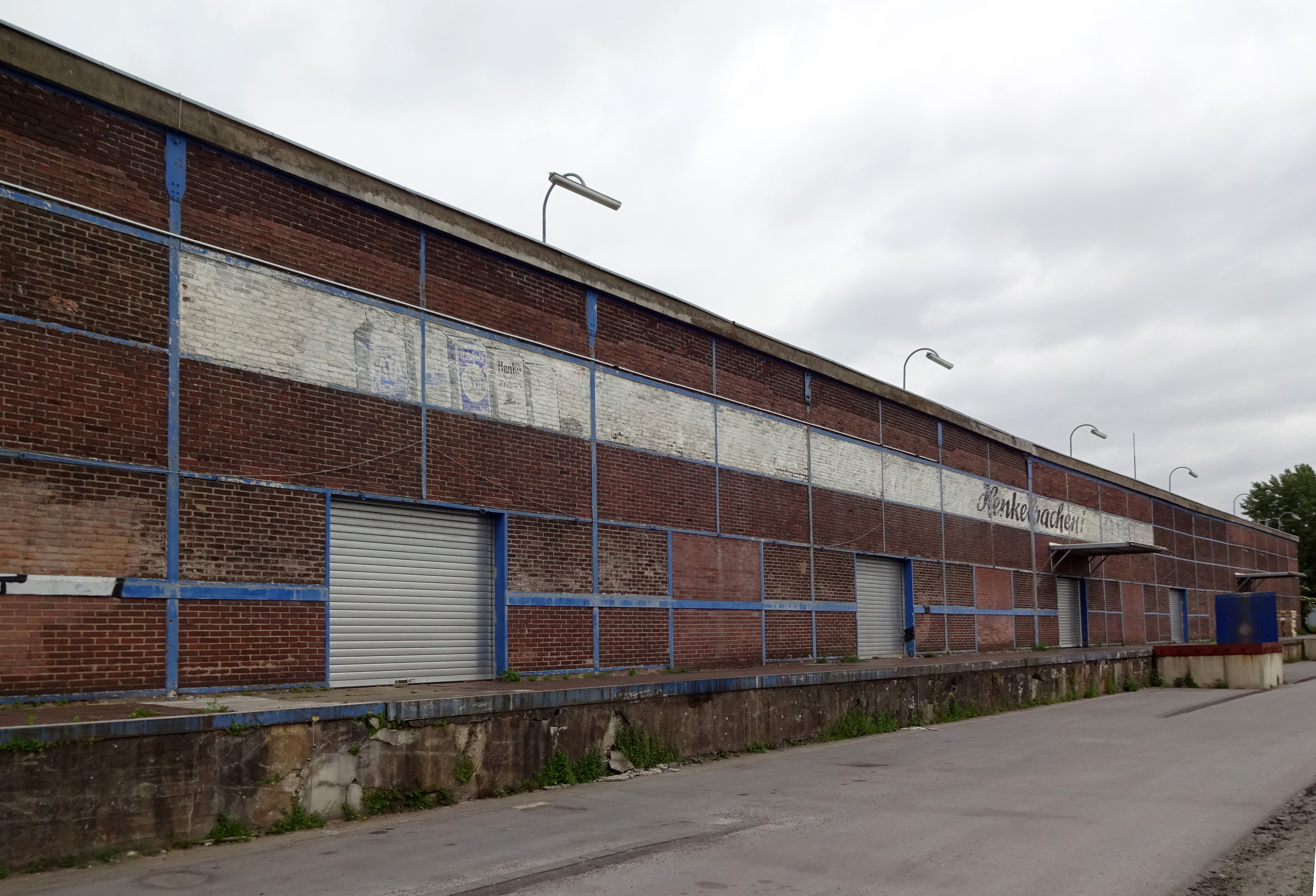
ATA, Dixin, Bleichsoda – Henkelsachen!, im Reisholzer Hafen

Ata (Eigenschreibweise: ATA) ist ein seit 1920 von Henkel vermarktetes Scheuermittel, das ursprünglich nur aus Sand und Soda bestand. Ata war 1920 der erste Haushaltsreiniger von Henkel.

## Geschichte
Das Mittel wurde am 1. Juni 1920 auf den Markt gebracht und anfangs in einer bedruckten Faltschachtel angeboten, 1924 wurde es in einer außergewöhnlichen Pappgussflasche verkauft. Bis 1935 wurde es im Stammwerk von Henkel in der Seifen- und Sodafabrik in Düsseldorf-Holthausen hergestellt. 1934 wurde dort mit der Errichtung einer eigenen Ata-Fabrik begonnen. Der Sand für das Werk in Düsseldorf kam aus Wildnis, einem Ortsteil von Herzogenrath, wo er bis in die 1950er Jahre abgebaut wurde.
Parallel dazu wurde Ata ab 1923 im Henkel-Werk zur Produktion von Wasch- und Reinigungsmitteln in Genthin hergestellt. Da diese Produktionsstätte für Ata nach dem Zweiten Weltkrieg in der sowjetischen Zone lag, ging das Werk Genthin als Volkseigentum an die Provinz Sachsen-Anhalt über. Es firmierte ab 1947 als „Industrie-Werke Sachsen Anhalt, Waschmittelwerk Genthin, Sitz Halle“ und ab 1948 als „Vereinigung Volkseigener Betriebe Sapotex, Persilwerk Genthin“. In der DDR wurde es 1952 in „VEB Persil-Werk, Sitz Genthin“ umbenannt, um schließlich ab 1957 „VEB Waschmittelwerk Genthin“ zu heißen. Dort wurde Ata vom VEB Waschmittelwerk Genthin unter dem bekannten Markennamen hergestellt. Nach der Wiedervereinigung wurde das Werk im November 1990 wieder von Henkel übernommen, die ostdeutsche Produktion von Ata wurde 1991 eingestellt.

## Aktuelles Produkt
In Deutschland wurde das Scheuermittel 2017 als Sidol ATA von Henkel vermarktet, seit etwa 2018 dann als Bref Power ATA. In Österreich trägt es seit zumindest 2012 den Namen Bref Citrus und Ata hat laut Deklarationsliste nach der Detergenzienverordnung andere Inhaltsstoffe. So wird bei Bref Citrus auf Benzolsulfonsäure, C10-13-Alkylderivate und Natriumsalze verzichtet, und bei den restlichen Inhaltsstoffen ist die Verteilung der Gewichtsanteile nicht identisch.